# Roc de Parroi
El Roc de Parroi és una muntanya de 1.481 metres que es troba al municipi del Pont de Bar, a la comarca de l'Alt Urgell.